# PR-563
A Rodovia PR-563 é uma estrada planejada, ou seja, ainda não existe de fato, fazendo parte do plano viário do Estado do Paraná. Pelo plano, a obra ligaria a rodovia PR-239 à cidade de Mato Rico e dali seguiria em direção à cidade de Palmital (entroncamento com a PR-456). No total, a rodovia teria aproximadamente 35 km.